# Tema de Coloneia
O Tema de Coloneia (em grego: θέμα Κολωνείας) foi um tema (província civil-militar) bizantino localizado na região norte da Capadócia, ao sul do Ponto. Foi fundado em algum momento do século IX, provavelmente à época da nomeação do duque Calisto pelo imperador bizantino Teófilo (r. 829–842), e sobreviveu até ser conquistado pelos turcos seljúcidas imediatamente após a Batalha de Manzicerta (1071).

## História

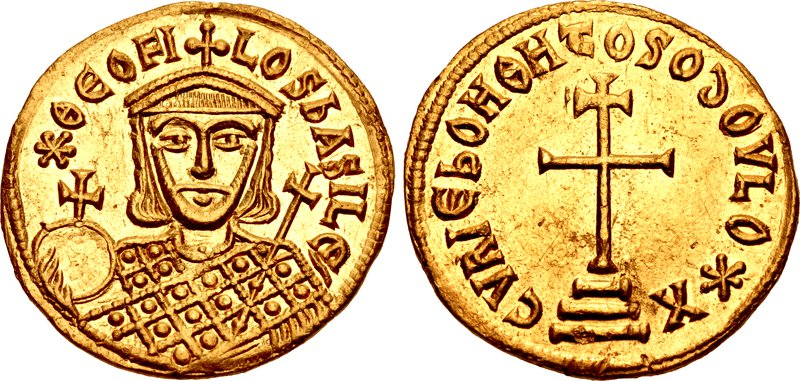
Soldo de Teófilo r.

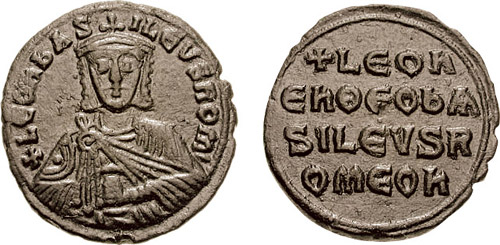
Fólis de r.

Originalmente parte do Tema Armeníaco, o tema se formou à volta da cidade de Coloneia às margens do rio Lico (atual Şebinkarahisar). Aparece pela primeira vez em 863, mas, aparentemente, já existia como um distrito separado antes disso: Nicolau Oikonomides interpreta a referência feita pelo geógrafo árabe Almaçudi como significando que Coloneia primeiro era uma clisura. Além disso, uma versão da "Vida dos 42 mártires de Amório" menciona que o imperador bizantino Teófilo (r. 829–842) teria nomeado um espatário Calisto como duque por volta de 842, fazendo desta a data provável da elevação ao estatuto de tema (junto com o vizinho Tema da Cáldia)
A localização remota de Coloneia preservou a região do pior durante os raides árabes, com exceção da grande invasão de Ceife Adaulá (r. 945–967) em 939-940. Em 1057, o regimento local, comandado por Catacalo Cecaumeno, apoiou a revolta de Isaac I Comneno (r. 1057–1059). Em 1069, foi ocupado pelo mercenário rebelde normando Roberto Crispino, mas a região toda terminou nas mãos dos turcos seljúcidas dois anos depois da batalha de Manzicerta (1071).

### Localização
Em Sobre os Temas, o imperador Constantino VII Porfirogênito (r. 913–959) descreve o tema como uma pequena circunscrição que englobava, além de Coloneia, Neocesareia à leste, Abraca e o monte Falacros (provavelmente Karaçam Dağı), Nicópolis e Tefrique, além de dezesseis outras fortalezas normalmente não citadas. Constantino também cita que seu pai, Leão VI, o Sábio (r. 886–912), separou a turma de Camacha do Tema de Coloneia para formar (juntamente com Celtzena), o novo Tema da Mesopotâmia.